# Keld Kristensen
Keld Kristensen (født 16. januar 1952) er en dansk fodboldtræner, og tidligere medlem af det danske u21 Landshold. Han er er uddannet folkeskolelærer og har arbejdet som lærer ved siden af sine trænerjobs.
Han har siden midten af halvfemserne arbejdet som talenttræner, talentspejder og spilleragent.
Han underviser i matematik på Virum Skole i Virum.
Han vandt utallige priser for sit fodboldtalent i sine yngre år og var regnet for et af de største talenter i Danmark da han var 15-20 år gammel.

## Klubber som spiller
- 1960-1980: B1903
- 1981-1985: B.93
- 1985 efterår: B.1903

## Klubber som træner
- 1987-1988: B1903
- 1988-1990: Albertslund IF
- 1991-1992: Assistenttræner i B1903
- 1992-1994: Assistenttræner i FC København
- 1994: FC København
- 1995-1996: Ynglingetræner i Lyngby Boldklub

 Der er for få eller ingen kildehenvisninger i denne artikel, hvilket er et problem. Du kan hjælpe ved at angive troværdige kilder til de påstande, som fremføres i artiklen.